# Jean-Baptiste de Pontcarré de Viarmes

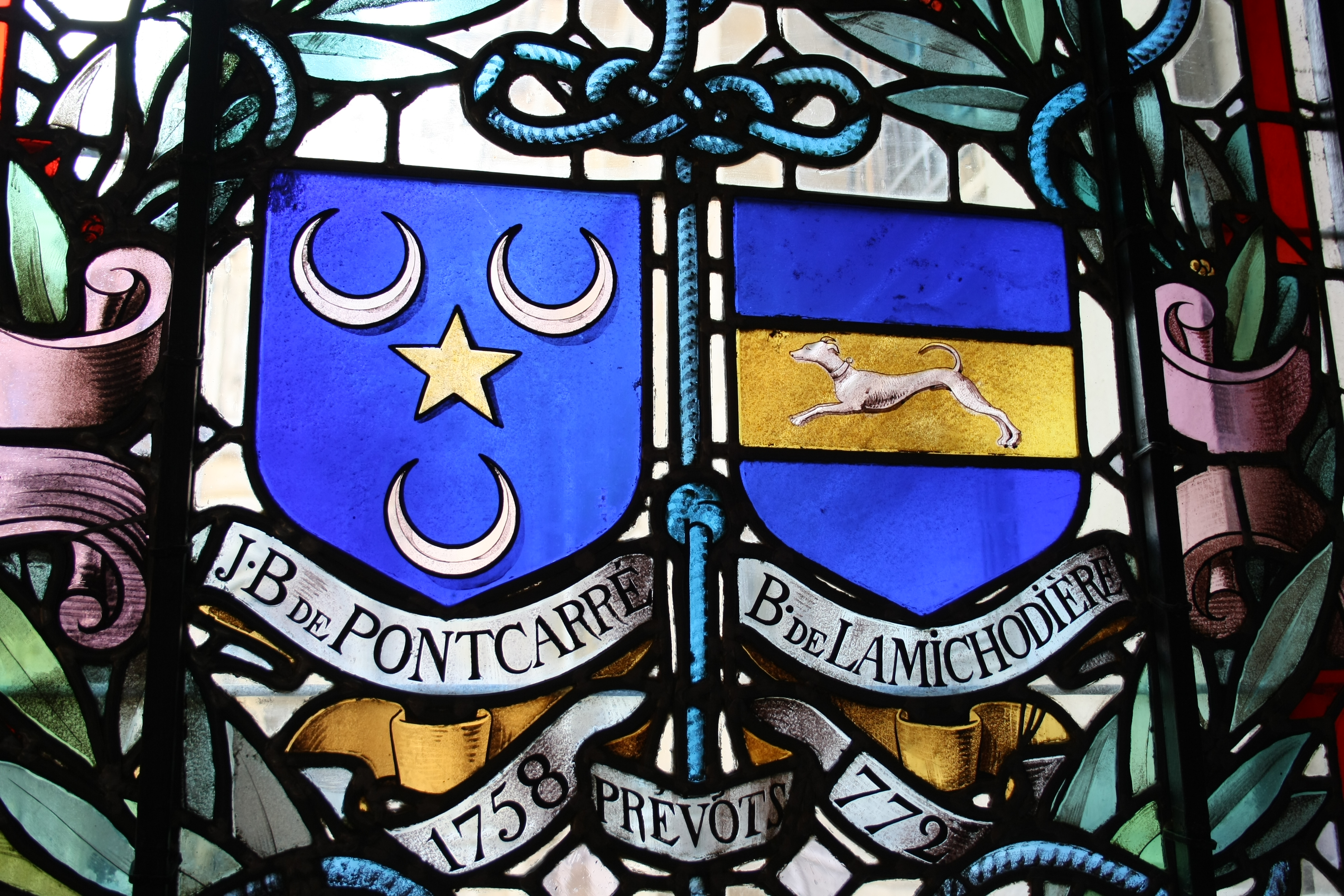
Armes de Jean-Baptiste de Pontcarré de Viarmes à l'hôtel de Ville de Paris.

Jean-Baptiste Élie Camus de Pontcarré, seigneur de Viarmes, né à Paris le 20 mars 1702, où il est mort le 22 mars 1775. Il fut intendant de Bretagne de 1735 à 1753, puis le prévôt des marchands de Paris de 1758 à 1764.

## Biographie
Fils de Nicolas Pierre Camus de Pontcarré de Viarmes, premier président du Parlement de Normandie, et de son épouse née Madeleine Le Boulanger, fille d'un président au Grand Conseil, Jean-Baptiste de Pontcarré de Viarmes fut maître des requêtes en 1726 puis intendant de Bretagne (1735-1753).
Alors que les Juifs sont régulièrement expulsés de Bretagne, en 1744, 1766 et 1773, des marchands juifs de Bordeaux sont autorisés par Pontcarré de Viarmes à exposer et vendre leurs marchandises à la foire publique de Nantes. Cependant, à la requête des marchands chrétiens de la ville, ils sont à nouveau expulsés de Nantes par arrêté du tribunal du 21 août 1773,.
Prévôt des marchands de Paris de 1758 à 1764, il fonda la bibliothèque de l'hôtel de Ville et fit construire la Halle aux blés ainsi que la gare d'eau d'Ivry.
D'un premier mariage avec une demoiselle Paumier de La Bucaille, il eut trois enfants dont un fils conseiller au Parlement de Normandie.
En secondes noces, il épousa Louise Françoise Raoul de La Guibourgère, fille de Claude Jacques Raoul de La Guibourgère, conseiller au Parlement de Bretagne. Il est le grand-père d'Alexandre Prosper Camus de Pontcarré de La Guibourgère.
Il fit construire en 1758 le château de Viarmes (Viarmes, Val-d'Oise).
Les rues de Viarmes à Paris et à Rennes sont nommées en son honneur, de même que la place Viarme, à Nantes, où le « s » final est tombé.

## Source
- Pierre André Pidoux de la Maduère, Notice historique et généalogique sur la famille Camus, seigneurs de Marcilly, La Motte, Pontcarré, La Guibourgère, etc., en Bourgogne, Franche-Comté, Ile-de-France, Bugey, Normandie et Bretagne, Paris, Conseil héraldique de France, 1903, 31 p. (lire en ligne), p. 26-27